# National Geographic
National Geographic (ranije The National Geographic Magazine, ponekad označen kao NAT GEO) američki je mjesečnik koji izdaje National Geographic Partners. Časopis je nastao 1888. godine kao znanstveni časopis, devet mjeseci nakon osnutka društva, ali je danas popularno znanstveni časopis. Godine 1905. počeo je uključivati slike, stil po kojem je postao poznat. Njegove prve fotografije u boji pojavile su se 1910-ih. Tijekom Hladnog rata, časopis se posvetio predstavljanju uravnoteženog pogleda na fizičku i ljudsku geografiju zemalja iza Željezne zavjese. Kasnije je časopis postao otvoren po pitanjima zaštite okoliša.
Do 2015. časopis je bio u potpunom vlasništvu i pod upravom Društva National Geographic. Od 2015. kontrolni udio drži National Geographic Partners.
Teme priloga općenito se tiču: geografije, povijesti, prirode, znanosti i svjetske kulture. Časopis je dobro poznat po svom prepoznatljivom izgledu: debeli, sjajni format četvrtastog uveza sa žutim pravokutnim rubom. Dodaci karti iz „National Geographic Maps” uključeni su u pretplatu, a dostupan je u tradicionalnom tiskanom izdanju i interaktivnom online izdanju.
Od 1995. godine časopis je tiskan diljem svijeta u gotovo četrdeset izdanja na lokalnim jezicima i imao je globalnu nakladu od najmanje 6,5 milijuna mjesečno, uključujući 3,5 milijuna u SAD-u, što je pad od oko 12 milijuna u kasnim 1980-ima. Od 2015. časopis je osvojio 25 nagrada „National Magazine Awards”.
Od travnja 2024., njegova Instagram stranica ima 283 milijuna pratitelja, treći najveći od svih računa koji ne pripadaju pojedinačnoj slavnoj osobi. Zajednička naklada časopisa u SAD-u i na međunarodnoj razini od 30. lipnja 2024. bila je oko 1,7 milijuna, a njegovi časopisi za djecu zasebno su postigli nakladu od oko 500 000.
Godine 2023. National Geographic otpustio je sve stalno zaposlene novinare i zaustavio prodaju na kioscima u SAD-u 2024. Nastavlja s nekoliko zaposlenih novinara i uz pomoć freelance novinara.